# Hiroaki Zakoji
Hiroaiki Zakoji, 座光寺公明, (født 20. januar 1958 i Tokyo, død 29. januar 1987) var en japansk komponist og pianist. Han voksede op i Hokkaido.

## Uddannelse
Han lærte at komponere ved Masanobu Kimura, da han var gymnasieelev i Hokkaido. Han studerede derefter på Kunstinstituttet på Nihon University i Tokyo, lærte at komponere hos Kiyohiko Kijima og at spille klaver hos Midori Matsuya. Desuden studerede han komposition ved Roh Ogura i Kamakura.

## Karriere
I 1982 oprettede han ensemblet Tokyo Shin-Wagaku Consort, der jævnligt spillede hans egen og andre unge komponisters musik. I 1985 medvirkede han i IGNM’s (Internationale Gesellschaft für Neue Musik) koncert i Basel, Schweiz. I april 1986 vendte han tilbage til Basel, hvor han komponerede og opførte sin Op. 36 Piano Pjece III. Desuden rejste han til Spanien og Danmark og skrev et essay til et musiktidsskrift. I juni 1986 var han én af finalisterne i "The Buddhist International Music Competition" i Tokyo, og hans Op. 18 ”Continuum” blev uropført af Tokyo Symfoniorkester under ledelse af Hiroyuki Iwaki. 

## Eftermæle
Han døde blot få dage efter sin 29 års fødselsdag af et akut hjertestop d. 29. januar 1987 i Tokyo.
Han efterlod sig 38 værker fra sit korte liv (1958-1987)